# Noah Adamia
Noah Petróvich Adamia (en georgiano: ნოე ადამია, Noe Adamia, en ruso: Ной Петро́вич Ада́мия; 21 de diciembre de 1917 – 3 de julio de 1942) fue un francotirador soviético de origen georgiano de la Infantería Naval durante la Segunda Guerra Mundial y Héroe de la Unión Soviética.
Participó en el movimiento de francotiradores de Sebastopol y entrenó personalmente a unos ochenta francotiradores. A Adamia se le atribuye haber matado a más de 200 soldados alemanes durante la Batalla de Sebastopol, antes de morir en combate un día antes de la caída de la ciudad.

## Biografía

### Infancia y juventud
Noah Adamia nació el 21 de diciembre de 1917 en el seno de una familia campesina en el pueblo georgiano de Mathondzhi, asistió a una escuela secundaria en Tiflis. Posteriormente, en 1938, se unió a la Armada Soviética y sirvió en las defensas costeras como artillero antiaéreo. En 1940 se graduó de la Escuela Naval Militar de Odesa y se convirtió en comandante de pelotón.

### Segunda Guerra Mundial
En 1941 tras la invasión alemana de la Unión Soviética, se integrado en la 7.ª Brigada de Infantería de Marina, formada en la propia ciudad de Sebastopol a partir de tropas de la marina de muy diversa procedencia, como marineros, servidores de baterías costeras y personal de tierra. La unidad estaba equipada únicamente con armamento ligero, al mando del coronel Yevgeniy Ivanovich Zhidilov antiguo Asistente del jefe de Estado Mayor de la Flota del Mar Negro. La unidad, formada por cuatro batallones de infantería y un batallón de artillería, se completó entre el 24 de agosto y el 24 de septiembre de 1941 y contaba con unos 4860 soldados y oficiales completamente equipados y entrenados, lo que la convertía en una de las mejores unidades en Sebastopol.
Una vez en el ejército, decidió convertirse en francotirador y en 1942, debido a su impresionante eficiencia con el rifle, se le otorgó el estatus de instructor y se le ordenó entrenar a más de 70 infantes de marina de la 7.ª Brigada de Infantería de Marina soviética estacionada en Sebastopol en la guerra de francotiradores. Había dominado el arte del tiro de precisión por sí mismo y estaba involucrado en las áreas más peligrosas del distrito. En dos meses tenía a todos los candidatos preparados para el combate. Hasta que se convirtió en comandante de pelotón, a Adamia se le atribuye haber matado a más de 200 soldados enemigos y dejado fuera de combate dos tanques enemigos. El 21 de junio de 1942, frente al cerco de las tropas alemanas, el suboficial dirigió un pequeño destacamento de francotiradores de once hombres para romper el anillo en el que tuvieron éxito, matando a más de 100 soldados enemigos. La feroz batalla continuó incluso fuera del cerco.

#### Tácticas de francotirador
Desde diciembre de 1941, se convirtió en pionero del movimiento de francotiradores de Sebastopol. Al principio, sus objetivos principales eran posiciones fijas, pero pronto pasó a la caza activa utilizando tanto el fusil antitanque Simonov PTRS como el rifle de francotirador Mosin-Nagant para eliminar objetivos blandos y con blindaje ligero. A uno de los periódicos del ejército soviético le dijo:

Los francotiradores alemanes eran muy buenos. Así que me pregunté a mí mismo. ¿Por qué no debería ser capaz de convertirme en un buen francotirador también?

Adamia continuó describiendo cómo comenzó a aprender a calcular el alcance, observando y dominando lentamente los efectos de la humedad y otros aspectos del tiro desde larga distancia. Un día, tomó una posición en un terreno elevado cubierto de árboles y observó a las tropas alemanas moviéndose alrededor de sus posiciones atrincheradas para mantenerse calientes. Pudo eliminar seis objetivos en un rango de 600 m con su Mosin-Nagant y mejoró su velocidad cada día después, saliendo durante varios días con solo un poco de pan y algo de agua. Adamia trató de determinar cuándo las fuerzas enemigas se concentrarían en una posición específica, por ejemplo, observando si se construyeron letrinas improvisadas o puntos similares. El coronel Yevgeniy Ivanovich Zhidilov escribió en su libro «Nosotros defendimos Sebastopol»:

Noah Adamia -un apasionado cazador- tenía un ojo y un oído agudos. Pudo escabullirse silenciosamente a través de bosques, montañas y arbustos en los lugares aparentemente más inaccesibles. Ataviado con ropas de camuflaje, llevando algunas rondas de pan y un frasco de agua, Noah se dirigió por la mañana a una de las alturas en la vanguardia de la defensa. Todos los días, el francotirador elegía una nueva posición. Como un cazador acechando a la bestia, Adamia se acercó sigilosamente a los espacios cerrados y venció a los nazis con su rifle de francotirador sin fallar.

### Muerte

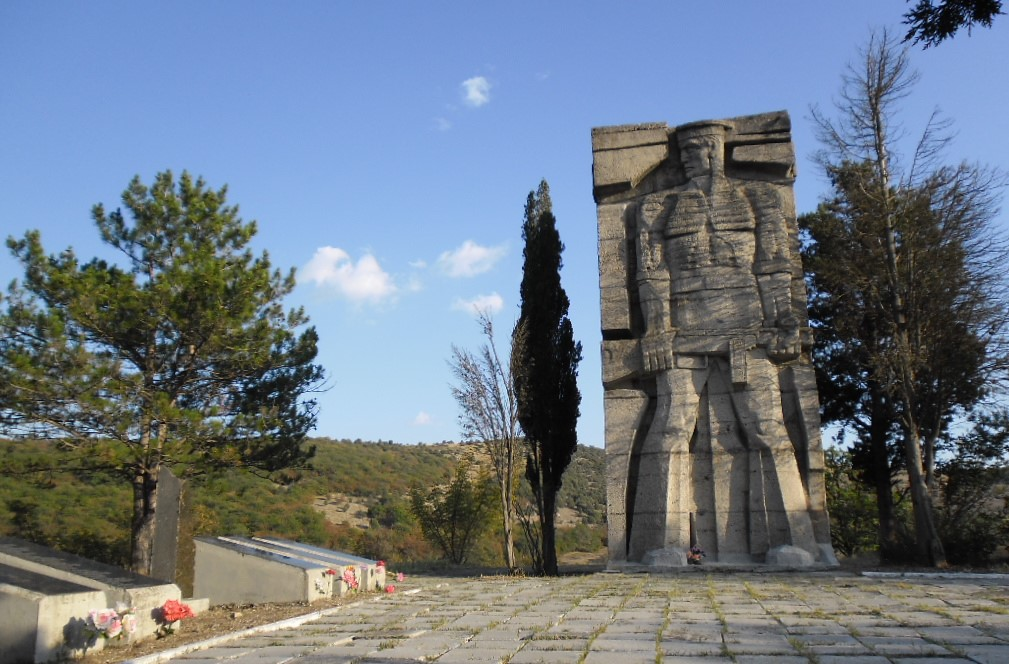
Fosa común de soldados de la 7.ª Brigada de Infantería de Marina en Sebastopol

Adamia murió en combate un día antes de que Sebastopol cayera en poder de las fuerzas del Eje el 4 de julio de 1942. Fue uno de los más de 60 000 defensores soviéticos que no fueron evacuados. El 3 de julio murió en combate en la zona de Gasfort, bahía de Kamysheva. Posteriormente, fue enterrado en Sebastopol junto con otros 86 soldados de la 7.ª Brigada de Infantería de Marina.
Por su destacada actuación y valentía en la lucha contra el nazismo y las acciones de junio de 1942, el Presídium del Soviet Supremo de la URSS otorgó póstumamente a Noah Petrovich Adamia el título de Héroe de la Unión Soviética, la Orden de Lenin y la Medalla al Valor el 24 de julio de 1942. Debido a las restricciones en las condecoraciones que se podían otorgar a los militares marinos, no fue galardonado con mayores honores.

## Condecoraciones
Noah Adamia recibió las siguientes condecoraciones:
|  | Héroe de la Unión Soviética (24 de julio de 1942) |
|  | Orden de Lenin (24 de julio de 1942)              |
|  | Medalla al Valor (24 de julio de 1942)            |
|  | Medalla por el Servicio de Combate                |